# إدوارد فلمنج
إدوارد فلمنج (بالإنجليزية: Edward Fleming)‏ هو سياسي بريطاني (وحمل سابقاً جنسية المملكة المتحدة لبريطانيا العظمى وأيرلندا)، ولد في 1891، وتوفي في 17 فبراير 1950. حزبياً، نشط في حزب المحافظين. في الانتخابات العامة في المملكة المتحدة 1931 ‏، انتخب عضو برلمان المملكة المتحدة الـ36 عن دائرة مانشستر ويذينغتون (27 أكتوبر 1931 – 25 أكتوبر 1935) وفي الانتخابات العامة في المملكة المتحدة 1935 ‏، انتخب عضو برلمان المملكة المتحدة الـ37 عن دائرة مانشستر ويذينغتون (14 نوفمبر 1935 – 15 يونيو 1945) وفي الانتخابات العامة في المملكة المتحدة 1945 ‏، انتخب عضو برلمان المملكة المتحدة الـ38 عن دائرة مانشستر ويذينغتون (5 يوليو 1945 – 3 فبراير 1950).